# Долно Дряново
До̀лно Дря̀ново е село в Югозападна България. То се намира в община Гърмен, област Благоевград.

## География
Село Долно Дряново се намира в полупланински район при средна надморска височина 810 м. Разположено е от двете страни на пътя Гоце Делчев - Сатовча - Доспат. То попада в историко-географската област Чеч.

## История
Край селото е открито селище, съществувало от 5000 години пр.н.е. и тракийско светилище в местността „Градището“ от периода VI-II век пр.н.е.
Селото помни своите корени от преди 350-400 години, създадено от три малки махали, отстоящи на 1-3 км от сегашното положение на селото.
В списък на селищата и броя на немюсюлманските домакинства в част от вилаета Неврокоп от 16 ноември 1636 година село Долно Дряново (Диренова-и бюзюрг, на османски турски: دـيــرنــوﻩﺀ بــزرﻙ) е посочено като село, в което живеят 28 немюсюлмански семейства.
През XIX век Долно Дряново е мюсюлманско село в Неврокопска кааза на Османската империя. В „Етнография на вилаетите Адрианопол, Монастир и Салоника“, издадена в Константинопол през 1878 година и отразяваща статистиката на населението от 1873 година, Долно Дряново (Dolné-drianovo) е посочено като село с 60 домакинства и 150 жители помаци.
През 1891 година Георги Стрезов пише за селото:
| „ | Долно Дряново, 1/2 час на ЮИ от Горно Дряново. Планинско място; същият поминък; има дърводелци. 40 къщи помаци. | “ |

Съгласно статистиката на Васил Кънчов („Македония. Етнография и статистика“) към 1900 година Долно Дряново е българо-мохамеданско селище. В него живеят 337 българи-мохамедани в 70 къщи.. Според Стефан Веркович към края на XIX век Долно Дряново има мюсюлманско мъжко население 196 души, което живее в 60 къщи.
Вследствие на Балканските войни, от 480 жители през 1910 година, в селото през 1920 година са останали само 298.

## Население

### Етнически състав
Преброяване на населението през 2011 г.
Численост и дял на етническите групи според преброяването на населението през 2011 г.:
|                     | Численост |
| Общо                | 1216      |
| Българи             | 403       |
| Турци               | 414       |
| Цигани              | -         |
| Други               | 143       |
| Не се самоопределят | -         |
| Неотговорили        | 255       |

## Религии
Населението изповядва исляма и е изцяло мюсюлманско. В селото има две джамии - Старата е на над 500 години и е реставрирана през 2008 година, а другата е построена през 1998 година и в е една от най-големите джамии в Чеча и региона въобще.

## Културни и природни забележителности
В землището на селото бе открито древно светилище, условно датирано около V-IV век преди новата ера. Светилището се намира на около 2 км източно от селото отдясно на пътя за Сатовча. На територията на светилището се намират три огромни скални човекоподобни глави, както и голям брой каменни изваяния на земноводни – риби, змии, костенурки и др. Всички обекти са добре ориентирани по една от осите изток-запад или север-юг.

## Личности
- Хасан Ахмед Али Риза – участник във Втората световна война, потърпевш от Възродителния процес;[12]

## Редовни събития
Всяка година в средата на месец април в село Долно Дряново се провежда празник на общината.